# 라플라스 전개
선형대수학에서 라플라스 전개(-展開, 영어: Laplace expansion) 또는 여인자 전개(餘因子展開, 영어: cofactor expansion)는 행렬식을 더 작은 두 행렬식과 그에 맞는 부호를 곱한 것들의 합으로 전개하는 것이다.

## 내용

### 소행렬식과 여인자
n × n 정사각행렬 A의 (i, j) 소행렬식 Mij는 A의 i행과 j열을 지워서 얻어진 행렬식이다. A의 여인자 Cij는 거기에 1 또는 -1을 값으로 하는 계수 (-1)i + j를 곱한 것이다. 즉,
{\displaystyle C_{ij}=(-1)^{i+j}M_{ij}}
예를 들어 행렬
{\displaystyle A={\begin{bmatrix}1&2&3\\4&5&6\\7&8&9\end{bmatrix}}}
의 (2, 3) 소행렬식과 여인자는 각각 다음과 같다.
{\displaystyle M_{23}={\begin{vmatrix}1&2&\Box \\\Box &\Box &\blacksquare \\7&8&\Box \end{vmatrix}}={\begin{vmatrix}1&2\\7&8\end{vmatrix}}=-6}
{\displaystyle C_{23}=(-1)^{2+3}{\begin{vmatrix}1&2\\7&8\end{vmatrix}}=-{\begin{vmatrix}1&2\\7&8\end{vmatrix}}=6}

### 라플라스 전개
n × n 행렬 A = [aij]의 행렬식은 고정된 i행의 각 항과 그의 여인자의 곱으로 전개할 수 있다.
{\displaystyle |A|=\sum _{j=1}^{n}a_{ij}C_{ij}}
비슷하게, 고정된 j열에 대하여 전개할 수 있다.
{\displaystyle |A|=\sum _{i=1}^{n}a_{ij}C_{ij}}

### 고전적 수반 행렬
서로 다른 행의 항과 여인자를 붙여 전개하면 0이 된다.
{\displaystyle \sum _{j=1}^{n}a_{ij}C_{kj}=0\qquad (i\neq k)}
비슷하게, 서로 다른 열의 항과 여인자를 붙여 전개하면 0이 된다.
{\displaystyle \sum _{i=1}^{n}a_{ij}C_{ik}=0\qquad (j\neq k)}
즉,
{\displaystyle \sum _{j=1}^{n}a_{ij}C_{kj}=\delta _{ik}|A|}
{\displaystyle \sum _{i=1}^{n}a_{ij}C_{ik}=\delta _{jk}|A|}
여기서 {\displaystyle \delta }는 크로네커 델타이다. 정리하면, 행렬과 그 고전적 수반 행렬의 곱은 다음과 같다.
{\displaystyle A\operatorname {adj} A=(\operatorname {adj} A)A=|A|I}

### 여러 행에 대한 전개
라플라스 전개는 임의의 k개의 행에 대한 전개로 일반화할 수 있다. 즉, 다음과 같은 대상들이 주어졌다고 하자.
- I, J는 1, ..., n}의 k원소 부분 집합이다. 즉, k개의 행과 열을 뜻한다.
- AI, J는 A에서 행 첨수가 I에, 열 첨수가 J에 있는 원소만을 골라내어 얻는 행렬식이다.
- MI, J는 A에서 행 첨수가 I에, 열 첨수가 J에 있는 원소만을 제거하여 얻는 행렬식이다.

그렇다면, 행렬식은 고정된 k개의 행 I에 대하여 다음과 같이 전개된다.
{\displaystyle |A|=\sum _{|J|=k}(-1)^{\sum I+\sum J}A_{I,J}M_{I,J}}
비슷하게, 행렬식은 고정된 k개의 열 J에 대하여 다음과 같이 전개된다.
{\displaystyle |A|=\sum _{|I|=k}(-1)^{\sum I+\sum J}A_{I,J}M_{I,J}}
여러 행에 대한 라플라스 전개는 필산하기에 복잡하나, 이론적으로 유용하다.

## 예
3 × 3 행렬
{\displaystyle A={\begin{bmatrix}1&2&3\\4&5&6\\7&8&9\end{bmatrix}}}
의 행렬식은 1행에 대한 라플라스 전개를 통해 다음과 같이 계산할 수 있다.
{\displaystyle {\begin{aligned}|A|&=(-1)^{1+1}1{\begin{vmatrix}5&6\\8&9\end{vmatrix}}+(-1)^{1+2}2{\begin{vmatrix}4&6\\7&9\end{vmatrix}}+(-1)^{1+3}3{\begin{vmatrix}4&5\\7&8\end{vmatrix}}\\&=1(-3)-2(-6)+3(-3)\\&=0\end{aligned}}}
2열에 대하여 전개해도 결과는 같다.
{\displaystyle {\begin{aligned}|A|&=(-1)^{2+1}2{\begin{vmatrix}4&6\\7&9\end{vmatrix}}+(-1)^{2+2}5{\begin{vmatrix}1&3\\7&9\end{vmatrix}}+(-1)^{2+3}8{\begin{vmatrix}1&3\\4&6\end{vmatrix}}\\&=-2(-6)+5(-12)-8(-6)\\&=0\end{aligned}}}
물론, A는 1행과 3행의 합이 2행의 2배이므로, 특이 행렬이다. 따라서, 행렬식은 당연히 위 계산대로 0이다.
4 × 4 행렬
{\displaystyle A={\begin{bmatrix}1&2&1&4\\0&-1&2&1\\1&0&1&3\\0&1&3&1\end{bmatrix}}}
의 행렬식은 1행에 대한 전개를 통해 계산할 수 있다. 먼저 소행렬식 {\displaystyle M_{11}}, {\displaystyle M_{12}}, {\displaystyle M_{13}}, {\displaystyle M_{14}}는 모두 3 × 3 행렬식이므로 역시 다음과 같이 라플라스 전개를 통해 계산할 수 있다.
{\displaystyle {\begin{aligned}M_{11}&={\begin{vmatrix}-1&2&1\\0&1&3\\1&3&1\end{vmatrix}}=-1{\begin{vmatrix}1&3\\3&1\end{vmatrix}}-2{\begin{vmatrix}0&3\\1&1\end{vmatrix}}+1{\begin{vmatrix}0&1\\1&3\end{vmatrix}}\\&=-1(1-9)-2(0-3)+1(0-1)=13\end{aligned}}}
{\displaystyle {\begin{aligned}M_{12}&={\begin{vmatrix}0&2&1\\1&1&3\\0&3&1\end{vmatrix}}=0{\begin{vmatrix}1&3\\3&1\end{vmatrix}}-2{\begin{vmatrix}1&3\\0&1\end{vmatrix}}+1{\begin{vmatrix}1&1\\0&3\end{vmatrix}}\\&=-2(1-0)+1(3-0)=1\end{aligned}}}
{\displaystyle {\begin{aligned}M_{13}&={\begin{vmatrix}0&-1&1\\1&0&3\\0&1&1\end{vmatrix}}=0{\begin{vmatrix}0&3\\1&1\end{vmatrix}}-(-1){\begin{vmatrix}1&3\\0&1\end{vmatrix}}+1{\begin{vmatrix}1&0\\0&1\end{vmatrix}}\\&=1(1-0)+1(1-0)=2\end{aligned}}}
{\displaystyle {\begin{aligned}M_{14}&={\begin{vmatrix}0&-1&2\\1&0&1\\0&1&3\end{vmatrix}}=0{\begin{vmatrix}0&1\\1&3\end{vmatrix}}-(-1){\begin{vmatrix}1&1\\0&3\end{vmatrix}}+2{\begin{vmatrix}1&0\\0&1\end{vmatrix}}\\&=1(3-0)+2(1-0)=5\end{aligned}}}
따라서, 행렬식은 다음과 같다.
{\displaystyle |A|=1M_{11}-2M_{12}+1M_{13}-4M_{14}=13-2+2-20=-7}

### 여러 행에 대한 전개
위 4 × 4 행렬
{\displaystyle A={\begin{bmatrix}1&2&1&4\\0&-1&2&1\\1&0&1&3\\0&1&3&1\end{bmatrix}}}
의 행렬식은 1행과 2행에 대한 라플라스 전개를 통해 다음과 같이 계산할 수 있다.
{\displaystyle {\begin{array}{rcl}|A|&=&(-1)^{1+2+1+2}{\begin{vmatrix}1&2\\0&-1\end{vmatrix}}{\begin{vmatrix}1&3\\3&1\end{vmatrix}}+(-1)^{1+2+1+3}{\begin{vmatrix}1&1\\0&2\end{vmatrix}}{\begin{vmatrix}0&3\\1&1\end{vmatrix}}+(-1)^{1+2+1+4}{\begin{vmatrix}1&4\\0&1\end{vmatrix}}{\begin{vmatrix}0&1\\1&3\end{vmatrix}}\\&&{}+(-1)^{1+2+2+3}{\begin{vmatrix}2&1\\-1&2\end{vmatrix}}{\begin{vmatrix}1&3\\0&1\end{vmatrix}}+(-1)^{1+2+2+4}{\begin{vmatrix}2&4\\-1&1\end{vmatrix}}{\begin{vmatrix}1&1\\0&3\end{vmatrix}}+(-1)^{1+2+3+4}{\begin{vmatrix}1&4\\2&1\end{vmatrix}}{\begin{vmatrix}1&0\\0&1\end{vmatrix}}\\&=&(-1)(-8)-2(-3)+1(-1)+51-63+(-7)1\\&=&-7\end{array}}}

## 증명
{\displaystyle k\in \{1,\ldots ,n\}}에 대하여, 다음과 같은 함수 {\displaystyle \mu _{k}}를 정의하자.
{\displaystyle \mu _{k}\colon \{1,\ldots ,n-1\}\to \{1,\ldots ,n\}}
{\displaystyle \mu _{k}\colon x\mapsto {\begin{cases}x&x\in \{1,\ldots ,k-1\}\\x+1&x\in \{k,\ldots ,n-1\}\end{cases}}}
즉, {\displaystyle \mu _{k}}는 {\displaystyle k} 이상의 원소들을 뒤로 한 칸 밀며, 나머지 원소들은 움직이지 않는다. 그렇다면, 함수
{\displaystyle \{\sigma \in S_{n}\colon \sigma _{i}=j\}\to S_{n-1}}
{\displaystyle \sigma \mapsto \mu _{j}^{-1}\sigma \mu _{i}}
는 일대일 대응이다.
행렬식의 라이프니츠 공식 속, {\displaystyle a_{ij}}를 포함하는 항
{\displaystyle \operatorname {sgn} \sigma \,a_{1\sigma _{1}}\cdots a_{ij}\cdots a_{n\sigma _{n}}}
을 생각하자. 또한,
{\displaystyle \tau =\mu _{j}^{-1}\sigma \mu _{i}\in S_{n-1}}
{\displaystyle \tau '=\tau \mu _{j}^{-1}\sqcup \operatorname {id} _{\{j\}}\in S_{n}}
라고 하자. 그렇다면,
{\displaystyle \operatorname {sgn} \tau =\operatorname {sgn} \tau '}
이며,
{\displaystyle \sigma =\nu \tau '}
{\displaystyle \nu ={\begin{cases}\operatorname {id} _{\{1,\ldots ,n\}}&i=j\\(\sigma _{j},\sigma _{j-1},\ldots ,\sigma _{i+2},\sigma _{i+1},j)&i<j\\(\sigma _{j},\sigma _{j+1},\ldots ,\sigma _{i-2},\sigma _{i-1},j)&i>j\end{cases}}\in S_{n}}
이다. 또한, {\displaystyle \nu }는 {\displaystyle |i-j|}개의 호환으로 표현할 수 있으므로,
{\displaystyle \operatorname {sgn} \sigma =(-1)^{|i-j|}\operatorname {sgn} \tau '=(-1)^{i+j}\operatorname {sgn} \tau }
이다. 따라서,
{\displaystyle {\begin{aligned}|A|&=\sum _{\sigma \in S_{n}}\operatorname {sgn} \sigma \,a_{1\sigma _{1}}\cdots a_{n\sigma _{n}}\\&=\sum _{j=1}^{n}\sum _{\sigma _{i}=j}\operatorname {sgn} \sigma \,a_{i\sigma _{1}}\cdots a_{ij}\cdots a_{n\sigma _{n}}\\&=\sum _{j=1}^{n}\sum _{\tau \in S_{n-1}}(-1)^{i+j}\operatorname {sgn} \tau \,a_{i\sigma _{1}}\cdots a_{ij}\cdots a_{n\sigma _{n}}\\&=\sum _{j=1}^{n}(-1)^{i+j}a_{ij}\sum _{\tau \in S_{n-1}}\operatorname {sgn} \tau \,a_{i\sigma _{1}}\cdots a_{i-1,\sigma _{i-1}}a_{i+1,\sigma _{i+1}}\cdots a_{n\sigma _{n}}\\&=\sum _{j=1}^{n}(-1)^{i+j}a_{ij}M_{ij}\\&=\sum _{j=1}^{n}a_{ij}C_{ij}\end{aligned}}}

### 여러 행에 대한 전개
위 증명과 비슷하게, 다음 대상들을 정의하자. ({\displaystyle [n]=\{1,\ldots ,n\}})
- {\displaystyle k}원소 집합 {\displaystyle K\subseteq [n]}에 대하여, {\displaystyle \mu _{K}\colon [n-k]\to [n]}은 의 원소들을 뒤로 밀어 {\displaystyle K}의 원소들에 공백이 생기도록 하는 함수이다.
- 일대일 대응
{\displaystyle \{\sigma \in S_{n}\colon \sigma (I)=J\}\to S_{k}\times S_{n-k}}
{\displaystyle \sigma \mapsto (\mu _{\sigma ([n]\setminus I)}^{-1}\sigma \mu _{[n]\setminus I},\mu _{J}^{-1}\sigma \mu _{I})}

행렬식의 라이프니츠 공식에서, {\displaystyle \sigma (I)=J}인 항
{\displaystyle \operatorname {sgn} \sigma \,a_{1\sigma _{1}}\cdots a_{n\sigma _{n}}}
을 생각하자. 또한,
{\displaystyle \tau _{1}=\mu _{\sigma ([n]\setminus I)}^{-1}\sigma \mu _{[n]\setminus I}\in S_{k}}
{\displaystyle \tau _{2}=\mu _{J}^{-1}\sigma \mu _{I}\in S_{n-k}}
를 정의하자. 그렇다면, {\displaystyle \sigma }는 다음과 같이 {\displaystyle \operatorname {id} _{n}}으로 환원된다.
- {\displaystyle \sigma (I)}의 원소를 순서대로 돌려 놓는다. 치환의 부호는 {\displaystyle \operatorname {sgn} \tau _{1}}과 같다.
- {\displaystyle \sigma ([n]\setminus I)}의 원소를 순서대로 돌려 놓는다. 치환의 부호는 {\displaystyle \operatorname {sgn} \tau _{2}}와 같다.
- {\displaystyle i\in I}에 대하여, {\displaystyle \sigma (i)}를 {\displaystyle i}번째로 돌려 놓는다. 치환의 부호는 {\displaystyle (-1)^{\sum I+\sum J}}와 같다.

그러므로,
{\displaystyle \operatorname {sgn} \sigma =(-1)^{\sum I+\sum J}\operatorname {sgn} \tau _{1}\operatorname {sgn} \tau _{2}}
이며, 따라서
{\displaystyle {\begin{aligned}|A|&=\sum _{\sigma \in S_{n}}\operatorname {sgn} \sigma \,a_{1\sigma _{1}}\cdots a_{n\sigma _{n}}\\&=\sum _{|J|=k}\sum _{\sigma (I)=J}\operatorname {sgn} \sigma \,a_{1\sigma _{1}}\cdots a_{n\sigma _{n}}\\&=\sum _{|J|=k}\sum _{\sigma (I)=J}(-1)^{\sum I+\sum J}\operatorname {sgn} \tau _{1}\operatorname {sgn} \tau _{2}\,a_{1\sigma _{1}}\cdots a_{n\sigma _{n}}\\&=\sum _{|J|=k}(-1)^{\sum I+\sum J}\left(\sum _{\sigma (I)=J}\operatorname {sgn} \tau _{1}\prod _{i\in I}a_{i\sigma _{i}}\right)\left(\sum _{\sigma (I)=J}\operatorname {sgn} \tau _{2}\prod _{i\in [n]\setminus I}a_{i\sigma _{i}}\right)\\&=\sum _{|J|=k}(-1)^{\sum I+\sum J}\left(\sum _{\tau _{1}\in S_{k}}\operatorname {sgn} \tau _{1}\prod _{i\in I}a_{i\sigma _{i}}\right)\left(\sum _{\tau _{2}\in S_{n-k}}\operatorname {sgn} \tau _{2}\prod _{i\in [n]\setminus I}a_{i\sigma _{i}}\right)\\&=\sum _{|J|=k}(-1)^{\sum I+\sum J}A_{I,J}M_{I,J}\end{aligned}}}

## 역사
알렉상드르테오필 방데르몽드는 행렬식의 두 행에 대한 전개를 제시하였다.:606, §25.3 피에르시몽 라플라스는 1772년 논문 《Recherches sur Ie calcul integral et sur Ie systeme
du monde,》에서 행렬식 전개를 임의 개수 행에 대한 전개로 일반화하였다.:607, §25.3 오귀스탱 루이 코시는 라플라스의 전개 정리를 더 현대적인 용어로 서술·증명하였다.:796, §33.2

## 같이 보기
- 행렬식
- 벡터곱

## 참고 문헌
- Hoffman, Kenneth; Kunze, Ray (1971). 《Linear algebra》 (영어) 2판. Englewood Cliffs, N. J.: Prentice-Hall. ISBN 0-13-536797-2. MR 0276251. Zbl 0212.36601. Internet Archive LinearAlge(…).